# Reial Acadèmia Nacional de Medicina
La Reial Acadèmia Nacional de Medicina és una institució oficial científica espanyola, fundada en 1861.

## Història
La Reial Acadèmia Nacional de Medicina d'Espanya va ser fundada el 28 d'abril de 1861. Reorganitzada per Reial decret de 28 d'abril de 1861, en record de l'antiga Reial Acadèmia Mèdica Matritense (1734), «per fomentar el progrés de la medicina espanyola, publicar la seva història bibliogràfica, formar la geografia mèdica del país i un diccionari tecnològic de la Medicina». El Reial decret de 8 d'agost de 1830 que establia reglaments per a les acadèmies de medicina, la va generalitzar a les altres províncies de Castella la Nova, l'actual Castella-la Manxa, amb el nom d'Acadèmia de Medicina i Cirurgia de Castella la Nova.
L'Acadèmia atorga premis de diverses classes mitjançant concursos i certàmens públics i ha editat importants obres com la Farmacopea oficial, la Biblioteca clàssica de la Medicina espanyola i uns interessants Anales.
Consta de cinquanta acadèmics numeraris, acadèmics d'honor, diversos corresponents a Madrid, províncies i estranger, i a més altres honoraris també estrangers. Des de 2012 està presidida per Joaquín Poch Broto.

## Seu
La seva seu se situa al carrer Arrieta número 12, de Madrid (Espanya).

## Emblema i medalles
Usa per emblema un escut que representa el descobriment d'Arquimedes, del que es diu que mitjançant l'ús de nombrosos i petits miralls, disposats en forma parabòlica i valent-se dels rajos del sol, va aconseguir incendiar la flota romana.
Les medalles acadèmiques ostenten una al·legoria d'una matrona simbolitzant la Medicina i la llegenda: Ars cum natura ad salutem conspirans (L'art col·laborant amb la naturalesa en pro de la salut).

## Presidents
- Tomás Corral y Oña, Marquès de San Gregorio
- Juan Castelló y Tagell
- Juan Drumen y Millet
- Francisco Méndez Álvaro
- Melchor Sánchez de Toca, Marquès de Toca
- Vicente Asuero y Cortázar
- José Seco y Baldor
- Francisco Alonso y Rubio
- Basilio San Martín Olaechea
- Eusebio Castelo y Serra
- Matías Nieto Serrano, Marqués de Guadalerzas
- José Calvo y Martín
- Julián Calleja y Sánchez, Comte de Calleja
- Carlos María Cortezo y Prieto de Orche
- Sebastián Recasens y Girol
- Amalio Gimeno y Cabañas, Comte de Gimeno
- Enrique Suñer Ordóñez
- Antonio María de Cospedal y Tomé
- Fernando Enriquez de Salamanca y Danvila
- José Alberto Palanca y Martínez-Fortún
- Manuel Bermejillo y Martínez
- José Botella Llusiá
- Hipólito Durán Sacristán
- Amador Schüller Pérez
- Manuel Díaz-Rubio García
- Joaquín Poch Broto